# James Latham Clyde, Lord Clyde
James Latham McDiarmid Clyde, Lord Clyde, PC, KC (* 30. Oktober 1898; † 30. Juni 1975) war ein britischer Jurist und Politiker der Scottisch Unionist Party, der unter anderem von 1950 bis 1954 Mitglied des Unterhauses (House of Commons) sowie von 1951 bis 1954 als Lord Advocate Chefjustiziar der schottischen Exekutive und der Krone in Schottland für Zivil- und Strafrecht war. Er war danach von 1955 bis 1972 als Lord Justice General und Lord President of the Court of the Session oberster Richter Schottlands.

## Leben
Clyde war der Sohn von James Avon Clyde, der zwischen 1909 und 1920 ebenfalls Unterhausabgeordneter, von 1916 bis 1920 Lord Advocate sowie im Anschluss von 1920 bis 1935 auch Lord President of the Court of the Session war. Er selbst absolvierte nach dem Besuch der 1824 gegründeten Edinburgh Academy ein Studium am Trinity College der University of Oxford sowie an der University of Edinburgh. 1924 erhielt er seine anwaltliche Zulassung als Advocate in Schottland und wurde aufgrund seiner anwaltlichen Erfahrungen 1936 zum Kronanwalt (King’s Counsel) berufen. Nachdem er bei den Wahlen am 5. Juli 1945 im Wahlkreis Midlothian South and Peebles ohne Erfolg für ein Mandat im Unterhaus kandidiert hatte, wurde er bei den Wahlen am 23. Februar 1950 für die Scottisch Unionist Party im Wahlkreis Edinburgh North zum Mitglied des Unterhauses (House of Commons) gewählt und gehörte diesem bis zum 31. Dezember 1954 an.
Am 2. November 1951 wurde Clyde von Premierminister Winston Churchill zum Lord Advocate in dessen drittes Kabinett berufen und war damit bis zu seiner Ablösung durch William Rankine Milligan am 30. Dezember 1954 Chefjustiziar der schottischen Exekutive und der Krone in Schottland für Zivil- und Strafrecht. Zugleich wurde er am 6. November 1951 zum Mitglied des Geheimen Kronrates (Privy Council) ernannt. Nach seinem Ausscheiden aus Regierung und Unterhaus wurde er am 11. Januar 1955 Richter am Obersten Gericht Schottlands (Senator of the College of Justice of Scotland). Zugleich löste er am 11. Januar 1955 Thomas Cooper, Lord Cooper als Lord Justice General und Lord President of the Court of the Session ab. In dieser Funktion war er bis zu seiner Ablösung durch George Emslie, Lord Emslie 1972 oberster Richter Schottlands.
Aus seiner 1928 mit Margaret Letitia Dubuisson geschlossenen Ehe ging der Jurist und spätere Lordrichter (Lord of Appeal in Ordinary) James Clyde, Baron Clyde hervor.